# 뱅크 오브 아메리카 플라자 (댈러스)
뱅크 오브 아메리카 플라자(Bank of America Plaza)는 미국 텍사스주 댈러스에 위치한 마천루이다. 텍사스주에서 3번째로 높은 마천루이자 미국 전체에서 45번째로 높은 마천루이다.